# 有用微生物群
有用微生物群（ゆうようびせいぶつぐん、英: effective microorganisms、EM）とは、1994年から株式会社EM研究機構と関連会社が販売する疑似科学的理論に基づいた微生物資材、通称EM菌（同社の代表取締役会長兼社長の比嘉照夫が命名）。「EM」は商標にもなっている。
理論の整合性が低い上、支持するデータの不備や効果の検証の失敗、他の農業用微生物資材以上の効果が見られないという問題もあり、科学性に乏しいとされる。このため、疑似科学（エセ科学）の一種との批判も多い。日本ベントス学会・日本プランクトン学会は問題としており、福島県や広島県として推進しないことに決めている（後述）。
沖縄の微生物を他地域に持ち込むことで、生態系に悪影響を与える可能性も指摘されている。

## 開発者の主張する効果とその批判
「EMは効くまで使え、空気や水の如く使え、必ず効果は表れる」が比嘉の言である。
滅亡の法則エントロピーの極限である放射性物質を、その対極にある蘇生の法則シントロピーの力を備えたEMによって消滅させると比嘉が語ったこともある。「常識的な概念では説明が困難であり、理解することは不可能な、エントロピーの法則（熱力学第二法則）に従わない波動」である「重力波と想定される縦波」が「低レベルのエネルギーを集約」し「エネルギーの物質化を促進」する、この「魔法やオカルトの法則に類似する、物質に対する反物質的な存在」である「蘇生の法則」をシントロピーだと比嘉が造語し、この現象がEMの本質的な効果であると比嘉は推定している。
比嘉自身、比嘉はとうとう宗教となったと批判されることをあえて承知の上で言えば、人類の抱えるほとんどの難問をすべて解決するようEMの力を極めるためには、「何かいいことや、危険から身が守られたり、最悪な状況が、逆に力となって最善の結果が現れた場合、それらはすべてEMのおかげであると考えることがスタートです。すなわちEMは神様だと考えることです。」「いいことはすべてEMのおかげ、悪いことが起きたのはEMの極め方が足りないから」ということである。いいこととは、交通被害、地震被害の軽減、電磁波障害の低減、電気代削減、電気製品の機能向上、寿命延長、落雷、天災、健康や人間関係の改善、イジメがなくなり、動物が仲良くなる、生命の息吹が感じられるようになった、EMの生活によって病人がいなくなる、体調が良くなる。聖なるものを守るためのバリア、結界となり、カラス、ヒヨドリ、口蹄疫、鳥インフルエンザを退けると比嘉は語っている。
2017年には、森美千代（1日青汁1杯で生きていると自称）との共著を出し、51ページに掲載したということだが、比嘉によれば「EMの万能性を考えると、量子力学以外に説明する方法はなく」、「EMが重力波のエネルギーをスーパーコンダクター的に介在する力」は「愛という想念」で決まるという理論仮説に到達したとしている。物議を醸している通り、EMは神様だと指導しEM溶液や団子を作るときに感謝し祈ることで効果は抜群になるとし、祈りは量子的エネルギーであり、人間の意識というものは波及するものである。愛や祈りが、EMのような微生物の活動を活発にしそのため「万能的なことが起こると言える」そして、このような仮説には多くの検証が必要であるとした。
しかし、微生物のみで、重力波や量子、放射能などに効用があるという主張は、疑似科学、宗教であると批判されている。

## 世界救世教とEM
比嘉の研究室の卒業生が1982年に、世界救世教開祖の岡田茂吉が提唱した「救世自然農法」（化学肥料・農薬を否定する）のイベントに比嘉を招待し、両者の関係が始まったとされる。この自然農法の成果は科学的に達成されるものだと、開祖の岡田が主張していたので、EMで使われる科学的な語彙によってこの自然農法が科学だという主張が強固なものとなり、比嘉は同教団関連の財団法人自然農法国際研究開発センターに積極的に協力するようになり、遂に理事となった。北海道大学の学生の吉野航一は、その一方でEMは世界救世教を後ろ盾に、日本（特に沖縄）だけでなく、タイをはじめとする海外に紹介され、比嘉の説くEMの「科学（的真実）」が維持されることになったと述べている。
世界救世教は一枚岩ではなく、新生派（いづのめ教団）はEMを推進し、再建派（東方之光、MOA）はEMを否定した。

## 発表以後
EMは、微生物による農業資材を開発していた森山紹一が1983年にサン興産業という会社を起こし、バイオスターなどとして販売していたものから開始される。1986年には沖縄農林水産部長の命名でサイオンと命名されて変名し、このサイオンの効果検証実験を琉球大学の比嘉照夫に依頼し、比嘉は研究を通して1994年にEM（有用微生物群）の概念を発表した。その発見は偶然なもので、微生物の研究も行っていた比嘉は、微生物の入った水をこぼしてしまった草むらが異常に生育したところから注目した。研究を重ねた比嘉は『地球を救う大変革』を著し、数十万部が売れて世間に広まっており、船井総合研究所の会長で精神世界の一大派閥を形成した船井幸雄が気に入って「ほんもの」だと取り上げたことから、世間での認知に拍車をかけた（船井は著作で、1992-1993年に比嘉やEMについて盛んに書いたり語ったりして、意識的にPRを行ったと書いている）。1989年にはJA岐阜が養鶏場にEMを導入して慎重な試験を繰り返して、県内全域から「無毒鶏」として出荷できるようにした。1992年には岐阜県可児市で生ゴミのリサイクルにEMが応用され、日本の十数県の自治体でも生ゴミ処理や浄水に応用された。1982年から年一回の公開研究会が実施され、EMの万能性ゆえ、研究会は農業、畜産、水産、建築、医学、生活など分科会が設けられ、同時に開催される展示には国内外からの一般参加者が参加した。
比嘉照夫の主張するところでは、EMは、光合成細菌・乳酸菌・酵母を中心とし、様々な抗酸化物質を産生する微生物の複合体である。EMは誰でも簡単に増やすことができる。支持者は、増やした液を農業や環境浄化のみならず、生活のあらゆる場面（掃除、洗濯、トイレ、お風呂等）で使用することにより居住環境や衣服も抗酸化的になり、病気にならない場を作ることができ、EMを水や空気のように使う生活を徹底すれば、健康や環境問題の多くは自然に解決されていくということである。

### 国内外展開と失敗
EMの抽出物のEMXを使った「EMX医学研究会」や「EMX予防医学研究所」が発足し、全国で飲用したり注射している。研究会は和光市市長で医師の田中茂が主導しており、いくつかの著書を出版してきた。
様々な医学研究が医学雑誌に掲載され、EM医学国際会議が定期的に開催されてきた。日本ではEM自体を小学校で子供たちに飲ませた例があり、これは議論になった。
EMクリーニング研究会は「大手企業も参加し、洗剤にもEMが配合されたものが市販されるようになった」と主張している。比嘉教授の指導をうけてEMの製造を行っているのは、株式会社EM研究機構と株式会社EM研究所である。
日本国内でも一部の政治家が加担することが問題となっている。
2015年には、白鳥哲監督による映画『蘇生』のテーマのひとつとなり、比嘉も出演している。

### 北朝鮮
株式会社EM研究機構は、「北朝鮮では1996年以降128か所のEM工場が建設され、2000年には20か国の関係者が集い、EM技術の国家的普及モデルとなった」と主張している。しかし、実態としては金正日総書記の命令で、食料用トウモロコシまで投入したものの原材料のトウモロコシの時点から盗まれ、容器も紛失し、これを運ぶ車もガソリンもなく、散布も大変であり、継続によって土壌を改善することへの住民の理解も得られなかった。最終的には、実際には効果がないとして1999年までに生産を中止した。

## スラップ裁判と連敗
EM側は、一部の批判メディアや者に対して法的手段をとる訴訟を起こしている。スラップであるため、いずれも敗訴または不起訴処分となった。
- 「比嘉の発言を歪曲してを掲載した」として、2015年に朝日新聞を提訴した[25]。比嘉は敗訴し、知的財産高等裁判所も比嘉の控訴を棄却した。
- 株式会社EM研究開発機構は匿名でEMを批判していた人物が2014年にさらに「デマ」を流したとして、沖縄署に刑事告発した。しかし、署から不起訴処分と判断されている[26]。
- 株式会社EM研究開発機構顧問であった出口俊一は、EMについての取材方法を批判した暗黒通信団の記事を引用した左巻健男法政大学教職課程センター教授を相手に、2016年に慰謝料と謝罪広告を求め提訴した。その後に東京地方裁判所、東京高等裁判所、最高裁判所で敗訴した。2017年に左巻は「ドキュメントスラップ名誉毀損裁判EM菌擁護者と批判者の闘い」 を出版している[27]。

## 主張されている理論
比嘉照夫はEMを2000種の有用と思われる微生物から、安全を確認した5科10属81種の微生物群であると述べている。彼は「一般に食品加工に使われる微生物を用い、共生関係が保てるため個々の微生物の培養ではあり得ないような、pH4以下での微生物の存在も確認される」としている。

### 関係者により主張された用途
- 農業…土壌改良、減・無農薬栽培[28]、有機農業[29]。使用説明書によれば、「微生物土壌改良資材」の「EM・1」は有機JAS適合資材である[30]。
- 家庭…清掃、家庭排水の浄化、生ゴミの堆肥化、ペット等の臭い除去[31]
- 畜産…糞尿の堆肥化、悪臭除去、動物の食料（エサに混ぜる）[32]
- 水産…水質の改善やヘドロの減少、臭気の抑制、養殖水槽内の衛生環境の保全[33]。
- 環境衛生…水質浄化、ゴミ処理、排水処理
- セラミックス…EMを混入させ800℃以上で焼成する[34]。光合成細菌も再び現れる[34]
- クリーニング・洗剤は化学薬品不使用としてエコ志向[20]
- 超高耐久性コンクリート用混和剤[35]

## 効果についての研究論文
2015年の調査では出版された22論文のうち、野菜の成長促進では70%の論文がEMに生育効果があるとし、残り30%は影響なしとしており、収穫量（収量）では84%の論文で増加、4%で減少、12%で変化なし、結論として害虫や雑草を減らすとされる。

### 初期の相対する報告
EMは1994年に提唱、ということだが、1996年に日本土壌肥料学会のシンポジウムでいくつかの報告が行われた。タイで研究者に肥料の議論があったため活発な研究が行われたとした。山口大学農学部の丸本卓哉は、救世EM-1を使用しホウレンソウの生育や収穫量（収量）に変化は見られなかったことを報告した。
バンコクのカセットサート大学研究開発研究所では、小さな39のプロジェクトが1994年から14か月にわたって実施され、100人近い研究者や職員を総動員して行われた研究が紹介された。その時点で農業利用のための文献は乏しい。
性質では、EM試料には、光合成細菌やactinomycetes（いわゆる放線菌）は含まれないことが特徴的であった。
- 抗微生物活性はない。病原性細菌やカビを抑制せず、10種類の害虫に効果なし、植物の成長促進効果なし（イネ、トウモロコシ、トマト、ソルガム、ヤードロングビーン）。
- 豚の汚水をEMで処理し植物肥料とした場合、マリーゴールド以外、化学肥料よりも収量が減少した。
- 酵素活性では普通の化学肥料で十分な活性が与えられる。
- 藍藻に対する試験では、適切なEM濃度を維持すれば窒素固定率が増加するが、それより高濃度では逆に減少した。また、EM処理によって、植物の生長に寄与するVA菌根の量が減少する事が確認された。
- 豚やナマズの飼料として与える実験では何の効果も見られなかった。
- EMと化学物質で処理された水の比較では、平均して農業目的や環境への影響の調査ではそれほどの違いがない。
- EMにはメチルパラチオンやカーボフランのような残存する毒性物質の分解能力はない。

と、総じて否定的な報告が行われた。
これに対して岡山大学の岸田芳朗は、救世教の分裂問題に分け入ってあえて学会で取り上げたことや、世界各地で研究される好機を締め出そうとしている閉鎖性に対して、日本の農学への信頼性を傷つけることになるとして憂いた。
比嘉によれば、発酵食品をうまく作るようにEMを増殖させる必要があり、その善し悪しが研究結果の有無につながってくる、発酵食品を上手に作ったか程度の話で学会で騒ぐことではない。しかし2004年まででも、国際誌も含む様々な学会誌で効果ありという論文が増えた。
琉球大学の比嘉自身も含め、鹿児島大学、宮崎大学、九州大学の多くの分野の研究者が参加した研究（1999年）では、
- EMが土壌改良剤として効果が顕著で、さらに稲作では品質・収量が慣行法より増加する。
- 畜産への応用では、悪臭防除と病気予防の効果が確認される。

などの様々な有用性が確認されたことを報告したし、生物多様性の増加（2000年）、ダイオキシン類の減少（2000年）、下水処理（2000年）、池の浄化（2002年）、EMを添加した石鹸によって対照と比較しての4日目からの付近の水質改善や界面活性剤の分解促進（2002年）など、比嘉も含む関係者の研究結果も継続して報告されてきた。ほかにも、EM発酵物質EMXに鉄を浸した際の赤さび防止と重量減少抑制効果を確認し、その防錆効果の物質をX線回折によって構造決定した（1997年）。
世界救世教による救世自然農法国際会議（1995年第4回）で、同教団も参加した研究で、家庭排水の浄化槽にEMを活用。結果、臭気、汚泥量が減少し、COD等に見られる水質の改善が確認された、と報告された。

### 農業
中国で行われた11年にわたる長期間の野外研究（2013年報告）では、従来の堆肥と比較して小麦の収量と含まれる栄養成分が増加した。この研究でEMの利用によって有機栄養源を有意に増加させたことを報告している。
EM堆肥の効果が米の品質にどう影響するかを調べた研究（2008年報告）では、EM堆肥の使用により土壌が肥沃化し、米の品質、収量が増加した。また、化学肥料に比べ環境に安全で最適である可能性があると報告している。
中国の研究（2017年）では、土壌の窒素や炭素が増加し肥えた土壌となり、マリーゴールドやキンセンカのカロチノイド（抗酸化物質だが色素でもある）も増加した。
韓国で行われた塩害の研究（2005年）では、EMでは稲による塩害を軽減するような成長の違いが判明した。エジプトでの研究（2015年）は塩分による毒性をEMが緩和した。ポーランドの研究者の報告（2016年）ではシロイヌナズナに対する塩害をEMが軽減した。イスラムの研究者は土壌を3回ランダム化して割り当て、スイートコーンに対する塩害をEMが軽減した。

### 水質
水質汚染が深刻なインドのヤムナー川の水を、EMで処理した実験（2012年報告）では、ナノテクノロジー処理より、EMが化学物質汚染に有効であると発表した。測定尺度にはCOD、BODを用い劇的な減少を確認した。
韓国（2009年）でEM泥団子による海洋堆積物の悪臭に効果がみられ、微生物の構成もいくらか変化させていた。
マレーシア（2010年報告）では河川の水質汚染の改善のためにEMが活用されており有用性が示されている。
韓国の研究者による港底堆積物の浄化（2011年）では、団子を投げ込み悪臭処理がより速かった。エジプトでの研究（2015年）は過剰なリンを減少させた。中国（2010年報告）、CODの高いデンプン性の廃水をEMを使って処理しCODは99%減少し、濁度は2100から0となった。ポーランドの報告（2009年）、EMの技術を応用したSCDプロバイオティクスは、池の窒素、リン、クロロフィルなどを減少させた。カナダの報告（2007年）、酪農での排水処理にて、処理3か月でリン、浮遊固形物、BODの大幅な減少を確認し、非常に効率的とした。
インドネシア（2017年）では、EMを使って高いアンモニアレベルを15日で100%下げた。
韓国（2008年）での石油流出によって油汚染された水で、6日後の石油炭化水素の総量はEM処理で91.3mg/kg、そうでない場合127.7mg/kgとなり、原油流出の処理に有用だと判明した。
EMに藍色細菌（シアノバクテリア）の増殖を抑制する効果はない。

### 物性
日本大学理工学部の研究（1999年）でも（1997年の比嘉らの研究は前述）、EMXによる防錆効果を発見し、一般に水中では酸化が早い鉄に77日目まで赤さび発生がなく鉄表面の変色から抗酸化物質などに被膜されたと推測され、「微生物による環境にやさしい防錆液」としている。
佐藤、比嘉、庄谷、杉田による2004年の研究による、コンクリートへのEMの減水剤的、AE剤的、初期強度の増進、中性化抑制を追試したとする実験（2004年）では、減水剤的、AE剤的効果を確認し、3日目までなどの初期強度の増強がみられ、それは水に対するEMの置換率5%や10%で確認された。さらに長期間の強度試験を行った別の研究は、EM-1を5%では初期により強い強度だったが91日目で2割となり、15%では91日目で3割増加、EMXは中性化を抑制していた。また別の研究（2010年）では、EM-1をコンクリートに混入しセメント重量に対して2%、5%混入した場合には強度は低下し、この研究の要件であったカビの抑制が見られEMの好気細菌分解効果は発揮されていたとした。
自然農法国際研究開発センター（EM系の研究所）に所属する中国東北農業大学などの研究者による研究（2015年）では、EMによって発酵させた液体によるヒドロキシラジカルなどの除去能力は、2週間まででEMを入れていない比較対象に比べて高かった。さらに長期間で研究を実施し5か月目まである程度保たれており、タンパク質はアミノ酸へと転換され、1か月以内の方が菌が多いが、貯蔵半年後でも「けっこうな良品」だとした。
イタリアでの研究（2014年）では、家具などによって持ち込まれる有害なホルムアルデヒドなどがあるが、EMは1週間でホルムアルデヒドと芳香族アルデヒドを70%から100%除去した。
（1999年、金沢工業大学）EMは実験条件で生分解性プラスチック（L-ポリ乳酸）の分解促進を40%促していた。

### 放射能
放射能除去について、1995年からチェルノブイリ原発事故被災国のベラルーシ国立放射線生物学研究所を交えて、EMの土壌散布によって放射線を低減させること、作物が放射性セシウムとストロンチウムを吸収することをEMが抑制することや、EMXの飲用による内部被ばくの対策についての研究が実施されて、EMの国際会議などで報告されてきた。2011年3月11日の福島第一原子力発電所事故以降も福島での研究も実施されてきた。
2018年国際常温核融合会議（常温核融合は賛否が分かれるが研究は続行されている）でセシウムについて報告も行われている。

### 安全性
日本中毒センターに提出されたEM1号のデータでは、大腸菌を検出せず、ヒメダカ、マウスでの単回・連続投与の急性毒性は確認されていない。

### 医学研究
パキスタンの癌研究財団では、乳がん患者170人に対して1999年までに20か月にわたりEMXを投与した研究があり、EMXを使わなかった人々より仕事ができ、リンパ球が増加し、生活の質を改善したとされる。動物での基礎研究が多いが、こうした成果は2000年の『EM医学革命』でも紹介された。
1997年から2011年まででも、20か国あまりの研究者によって医学雑誌に掲載された論文も含めて研究報告され、EM医学国際会議が4回、国内会議が6回開催され、資料集には190以上の報告がまとめられた。

## 政治家とEM
2005年第162回国会環境委員会で、世界救世教信徒のツルネン・マルテイら29名の国会議員が「有用微生物群を活用した環境改善の取組に対する国の支援に関する請願」を提出した。紹介議員は自民党の狩野安、鈴木政二、山本順三、田浦直、谷川秀善、中曽根弘文、民主党の福山哲郎、前田武志、岡崎トミ子、柳田稔、木俣佳丈、島田智哉子、高橋千秋、広田一、芝博一、林久美子、松岡徹、広中和歌子、藤原正司、高嶋良充、ツルネン・マルテイ、松井孝治、尾立源幸、山本孝史、前川清成、峰崎直樹、公明党(当時)の福本潤一、無所属の黒岩宇洋、糸数慶子である。
2013年12月に「有用微生物利活用推進議員連盟」（EM議連）が設立された。会長は野田毅（自民党税制調査会会長・熊本）、幹事長は平井卓也（香川）、事務局責任担当はNPO法人地球環境共生ネットワーク（U-net）の理事でもある高橋比奈子（岩手、安倍内閣環境大臣政務官）である。設立時の会員数は50名余り。「EMによる国づくりを国政レベルで推進できる議員連盟になること」を目指している。
2016年2月、当時の環境大臣丸川珠代が国会で「水質浄化に効果があるとの科学的検証データを承知していない」と答弁。
2018年7月22日、愛知県半田市にて行われたイベントにて、環境副大臣の伊藤忠彦が一般参加者らと共にEM菌をテニスボール大の団子状にしたもの約千個を会場の半田運河へ投げ込みその様子を自身のアカウントでEM菌に対する肯定的なコメントをWEB上に投稿した。しかし水質浄化を謳うEM菌そのものの効果が疑問視されている事を指摘されたことを受け、投稿を削除。伊藤は取材に対し「環境相の答弁などを調べるうち、私の立場で『これはいい』と言うことは良くないと思った」と説明した。

## 意見
岡山大学の岸田芳朗によれば、比嘉の著書『地球を救う大変革』は科学的啓蒙書というよりは、科学的な説得を試みるような資料はほんの一部にしかないため、比嘉の夢を語っている読み物であると考えられる。
ノーベル生理学・医学賞を受賞した大村智は、比嘉の著書を読み、昔は藁や木の葉を集めて微生物を繁殖して発酵させたが、作るのにも膨大なエネルギーを必要する化学肥料が台頭し土壌を疲弊させ藁が分解しにくくなっているとして、EM技術によって昔の人々の知恵を再び役立たせようとしているとした。

### 一般的な批判意見
山形大学理学部物質生命化学科准教授の天羽優子は2015年以降に、天羽が「客観的な効果が認められていない」とする自治体による岡山と広島の報告と自身の仮説を根拠に、EM推進派は「十分な実験的根拠を欠いたまま、政策としてEM利用の推進を求める署名を集めたり、有用微生物利活用推進議員連盟（EM議連）を国会に作り、トップダウンで行政を動かしてEMの利用を勧めようとしている。つまり、科学の成果を社会に伝えて利用する手順を先に破っているのである」と指摘している。（なお2015年時点で自治体報告では効果ありの報告もある。#使用事例を参照。雑誌論文でも既に出版されている。#水質を参照。）
このうち岡山の1996年の岡山県環境保護センター年報は、実際には効果について多様な報告である。
1. 児島湖から障害となる植物プランクトンを採集し、試験管内でEMの有無にかかわらず繁殖した。
2. 用水路では効果はあるが永久的ではなかったため再処置する必要があった。
3. 小規模の池では透明度の向上やCODなどの改善が見られたが、閉鎖された池で効果を確認できなかった。
4. 中規模の池では、土砂をさらった後にEMを施し、透明度を向上し悪臭を消したのは土砂をさらったためだと考えた。

しかし、いくら有用な微生物であったとしても、微生物が物理学の法則を超越できるわけがなく、放射能をどうこうできるわけもなく、そのような考えに及ぶのは科学ではなく、疑似科学、宗教であると批判されている。
物理学者の菊池誠の2004年の見解では、微生物による土壌改良や水処理はおかしくない考えとしながらも、万能を謳うことや他の研究者の批判に対する対応は、ニセ科学の観点から興味深いとした。2004年に工学者で環境問題を専門とする安井至による「市民のための環境学ガイド」では、似非科学の一つとして、EMが挙げられているが理由は書かれていない。（なお、EM否定派の寄付を受けた日本土壌肥料学会が、EMには研究による裏付けがないとしたのは1996年の話であり、その後研究が実施されてきた。#初期の相対する報告を参照）
物理学者の大槻義彦は、2012年にインチキ、アホと評し、その理由を「新興宗教をベースとしたEM菌詐欺まがいの集団」と述べた。

### 行政
福島県と広島県が県として非推奨と表明している。2008年3月に、福島民報は「県が初の見解」として、EM（有用微生物群）などの微生物資材について「高濃度の有機物が含まれる微生物資材を河川や湖沼に投入すれば汚濁源となる」とした。県の実施した実験に基づいているという記事を掲載した。福島県会議でこの報道について問いただされ、環境保全領域総括参事は「今回は、勉強会の場で県の研究結果を発表したということで、県の見解とまでいくものではない。」と返答している。出口俊一が調査し、県の発表ではないため全国紙には掲載されておらず、元を辿ると、とある講習会で配られた資料にて、一般的な考えとしては高濃度の有機物は汚染物となると書かれた説明であり、そこにはEMの文字はなかったため、作り話だと出口俊一は指摘した。

### 批判に対するEM関係者側の見解
比嘉の言では、朝日新聞にて、上記の福島での見解を支持した四日市大学の環境関係教授の談話が掲載され、2012年には非科学的という菊池誠のコメントが掲載されたが、その掲載2日後に熊本日日新聞は、EMで河川浄化してホタルやアユを復活させたこと活動に賞が贈られたことが報道されているとして、朝日はEMを十分に評価できなかったとした。批判者は「検証されていない」ということを強調するが、それは以前の状況であり査読論文も増えてきていると主張している。
比嘉の言では、EMの本質的な効果は波動によるものであり、通常の科学法則であるエントロピーの法則に従った科学教の狂信者が、追試もせず比嘉を批判してくるため、それに愛想を尽かし「独自の活動の展開」をすることになったとしている。
老舗のEM製造社のサン興産業は、EMに効果がないと思われることがある原因には、甘酸っぱい匂いではなく、悪玉菌に負けた臭い匂いのする活性液を作っている一部のメーカーや自己培養にあるとしている。同社は2014年にまた、放射能を除染すると主張する比嘉に対して、先に効果を確認すべきで無責任で品位を疑うとした。（同社の意見であり1990年代から研究が実施されている。#放射能除去も参照。）

## 教育でのEM
中国新聞2012年12月31日19面では、「暁の星 広島県科学賞高校生物部門 紅葉の効用で準特選 有用微生物増殖 桜で実証」などと、紅葉の葉はほかの葉よりも肥料へと分解するアオカビやEM菌の増殖を促すことが分かった研究が評価された。というように教育機関で取り入れている事例もある。
環境教育として、EMが河川やプールの水質を改善するという教育も行われている。
EMの関連組織であるNPO・環境学習ネットワーク（EL-net）は約500の小中学校に対し、2013年10月までに「明日からできるEM環境学習」などを「環境学習資料」として約25,000冊を提供した。EMを使用したプール清掃を推進し、夏時点での調査結果では全国で1618校が実施しているとした。EMに基づく環境ボランティアとして社会参加する主婦は少なくない。
「EMボカシネットワーク大阪」は、EMにサトウキビから作った糖蜜とぬかを混ぜた通称“元気玉”を河川に投入し、EMの水質浄化効果を啓発する活動などを主婦目線で行い、小中学校での環境教育にも関わっている。
山形大学理学部物質生命化学科准教授の天羽優子によれば、このネットワーク大阪による「地球上で最初に生まれた生物が光合成細菌。2000度でも死にません」という説明は、「環境教育に一役かいたいという気持ちはわかるけど、インチキを広めてはいけない。2000℃で死なない菌など存在しない」と指摘している。また天羽は、本来EMが環境教育に適切かどうかは科学の問題で、学会等の場で結論を出すべきことであるが、EM推進派は十分な実験的根拠を欠いたまま、政治活動によりトップダウンで行政を動かしていると述べている。
2012年の朝日新聞による報道はEMに否定的であった。青森県では、2011年に7つの小中学校が環境教育の一環としてEMを使用した。ほかの複数の学校でも使用例がある。その多くでは、EMを川にまくことで川が「きれいになる」と教えている。青森県東青地域県民局は2004年から、2012年時点で管内の希望校にEMを無償で提供している。県は提供開始にあたり、EMによる浄化活動が行われている川で1年間水質を調査したが、目立った改善は確認できなかった。また担当部署はEMの効果を科学的に検証した文献の調査など行っていない。水質改善は確認できず、科学的な根拠もないが、県は「学校が水質浄化に関心を持ち、活動してくれること自体が有り難いことだから」として、EMの提供を続けている。10年以上活動している青森の中学の教師は、朝日新聞の取材に「県の支給なので、まさか効果に疑問があるものとは思わなかった」「生徒にはきちんと説明したい」と語った。授業では、効果を否定する情報を見付けた生徒もいたが、「様々な意見はあるけど信じよう」と指導していたという。県側は、配るのは学校の要請として県の責任を否定した。長島雅裕・長崎大学教育学部准教授は「疑わしい事柄を真実と教えれば将来、生徒が疑うべきものを疑えなくなる恐れがある。本来は多様な対策が必要な環境問題を、EMだけで対処可能と思わせることも、思考停止につながりかねない」と述べている。 #水質も参照。
この朝日新聞の報道は、出口俊一のメールマガジンでは、取材なしの記事であるとの指摘を受けている。青森の沖館川で県がEM投入を実施し、誤差の範囲であるが全検査地でヘドロが減ったという報告をまとめており、これを朝日新聞青森版が「効果なし」と報道してからこのような表現で拡散されており、県の調査担当者も「効果がないとは言っていない」と朝日の報道を否定しているという。
新潟市議会の2015年2月の定例会本会議では、議員の深谷成信の「EMを児童が飲食することについて、その安全性をどのように確認されていたのか」という質問に、教育長の阿部愛子は「学校では、平成24年度の総合的な学習の時間の指導計画を作成する際に、EMの効果や活用方法について事前に情報を収集しており、EMを利用した食品が複数あることやEMが食品の加工に利用されている場合があることなどについて確認しました。そこで、EMを授業の導入で提示したと聞いています」、今後は公的機関で安全性が検証されるまで飲食は控えると答弁した。深谷はプール掃除への利用について、実際に効果があるか検証されていない、「少し考えられたほうがいい」と述べた。 #安全性も参照。
2016年8月には、武雄市が管理する幼稚園が、プール開きの際にきれいな水を入れたプールに「EM液」を投入したとブログに書き、批判が起きた。幼稚園側はBuzzFeed Japanの取材に対し、婦人会が毎年持ってきてくれるので使わないのも申し訳ないと思って投入した、「今のところ、子どもたちへの害は確認されていない」と述べている。物理学者の菊池誠は、EMで水がきれいになるというのは迷信であり、雑菌をまいているだけなので衛生面で悪いと指摘した。 #水質も参照。

### 環境学習アドバイザー資格
NPO法人環境学習ネットワーク(EL-net)は「EMを使用した環境教育に取り組んでいる方々などに活動しやすい体制を整える登録制度」として「環境学習アドバイザー」の資格を導入した。平成26年度（2014年）から、特定非営利活動法人地球環境共生ネットワーク(U-net)新規事業として研修会が開始された。
EM関係者を環境アドバイザーとして環境教育や勉強会に派遣する自治体もあり、福島県いわき市、和歌山県が派遣する環境学習アドバイザーには「EMぼかしを使った肥料作り」の指導を行う者がいる。千葉の生ごみ資源化アドバイザーにも「EMぼかし作り」を専門とするアドバイザーがおり、千葉市では公開講座として「生ごみ処理～EMぼかしづくり～」を実施している。

### 小中学校でのEM反対の署名
山形大学理学部物質生命化学科准教授の天羽優子は、「環境教育の教材としてのEMはニセ科学であり、教育で使うには不適切であることは明らかである」「大人がEMを使うことを自らの判断で行うのであればそれは自由だが、教材を自分で選ぶことができない児童や生徒に使用させるのは大変良くないこと」と主張しており、2015年の夏頃から、Change.orgで「小中学校におけるEMの利用を止めてほしい」という署名活動を行った。天羽は、この署名活動によって、「EMによる環境浄化は、面倒な文献調査をしなくても、文部科学省の通知で注意喚起されている教材にあてはまるという判断がしやすくなったと考える」と述べている。

## 行政機関とEM
北海道大学の学生の吉野航一によると、沖縄県農林水産部はEMの効果について否定的な報告をしている。しかし、沖縄県の大田昌秀知事（1990年12月10日 - 1998年12月9日）と稲嶺惠一知事（1998年12月10日 - 2006年12月9日）は、EMを沖縄発の有望な技術として期待していた。当時の県商工労働部産業政策課と県教育委員会も「科学的に有用な資材である」と信奉していた。沖縄の経済発展を希求する県上層部にとって、EMへの科学的評価は政策における重要な判断材料ではなかった。国政レベルにおいても、EMへの批判的な検証を行なうことなく、比嘉が語るEMの「科学」に沖縄の経済発展の希望が見出されていた。沖縄本島中部にあった具志川市（現うるま市）で、EM推進派の市長と反市長派市民団体の対立があった。監査請求では行政側によるEMの科学的有効性の立証責任は問われず、裁判ではたとえ科学的な立証がなくてもEMに期待した政策判断は行政が持つ不可侵の聖域として認められた。
逗子市は10年以上もEM事業に最大年200万円もの予算を費やしてきたが、「顕著な差が見られず、EM菌の効果が不明だった」ことから2015年に全面廃止した。

## 東日本大震災とEM
比嘉は、EMが放射性物質を除去できる、「EMを徹底して活用することにより、居住地域における放射能汚染対策は万全となる事も再確認されました」「多くの事例やベラルーシ国立放射線生物研究所の協力も得て、EMによる根本的な放射能対策が可能であることも実証されています」「内部被曝の問題も根本的に解決できる可能性が十分あることも明らかとなりました」と主張している。
東日本大震災では、EM推進団体が東北の農場での実験や避難所にEMを配布している。環境大臣政務官の高橋比奈子衆議院議員（自由民主党）が、EMで「放射性物質が除去できる」と主張している。フリーライターの六本木博之によると、高橋議員が理事を務めていたEM推進団体・NPO法人地球環境共生ネットワーク（U-net）では、各地のボランティア団体の協力でEMを大量に培養・配布しているという。またEMによる除染を行うボランティア団体に公益信託の基金から助成金が支出されたケースもあり、EM推進派の議員は与野党どちらにもいると指摘している。

### うつくしまEMパラダイス
EMによる放射能対策を目的に、2012年の11月から環境フォーラムとして「うつくしまEMパラダイス」が実施されている。主催・NPO法人地球環境共生ネットワーク（U-net）、後援・エフエム福島、協賛・復興推進EM活用モデル事業参加38団体、NPOチェルノブイリへのかけはし。
2012年7月から福島FM放送でEMの情報を伝える「うつくしまEMパラダイス（提供：NPO法人地球環境共生ネットワーク（U-net））」が放送された。

## EM団子投入
EMの水質改善効果を信じる人々が、毎年「海の日」に全国の河川や海などでEM団子を海に投入するイベント「EM団子投げ」を開催している。イーエムジャパンによると、2014年には47都道府県で484団体がEM団子を海や河川に投入した。　
神奈川県逗子市は2014年まで約10年間、EM菌培養やEM団子投げに年間最大200万円程度を支援してきた。2015年は「効果が確認できない」として逗子市が同事業を全面廃止し、以降は、EM推進団体と地元のNPO法人「海岸クラブ」が独自にイベントを続けている。
カルト問題専門のニュースサイト「やや日刊カルト新聞」の藤倉善郎は、2015年の海の日に逗子海岸で、「砂浜から海に投げ込まれるEM団子を海の中で待ち構え、誰が一番多くキャッチするかを競うマリンスポーツ」の大会「EMキャッチャー選手権」を開催した。

## 関連文献
- 左巻健男『ニセ科学を見抜くセンス』新日本出版社、2015年9月29日、13-56「第1章：科学であることから遠ざかり、宗教に近づいたEM」頁。ISBN 978-4406059374。
- 左巻健男『ドキュメント スラップ名誉毀損裁判 EM菌擁護者と批判者の闘い』暗黒通信団、2017年。ISBN 9784873100999。
- 左巻健男『暮らしのなかのニセ科学』平凡社、2017年6月17日、「第9章：もっとも危険なニセ科学、EM」頁。ISBN 978-4582858471。
- 左巻健男『学校に入り込むニセ科学』平凡社、2019年11月18日、「第3章：学校や環境活動に忍び込むEM」頁。ISBN 978-4582859256。
- 左巻健男『陰謀論とニセ科学 - あなたもだまされている -』ワニブックス、2022年4月8日、「第6章：『水からの伝言』と『EM菌』を解剖する」頁。ISBN 978-4847066733。
- 左巻健男、鈴木エイト、藤倉善郎（編）『カルト・オカルト 　忍びよるトンデモの正体』あけび書房、2022年12月9日、188-199「第8章：『EM菌』は科学か宗教か　万能を主張する『EM菌』の宗教的な側面とその変化（呼吸発電）」頁。ISBN 978-4871542241。

### EM支持団体・企業
- 株式会社EM研究機構
- 株式会社EM研究所
- EM Research Organization, Inc.
- サン興産業
- 特定非営利活動法人EMネット神奈川
- DNDメールマガジン
- 特定非営利活動法人地球環境共生ネットワーク U-net
- Web Ecopure EM環境マガジン - EM情報室
- EL-net 環境学習ネットワーク 「学校におけるEMを活用したプール清掃活動に対し、資料や情報の提供を行うとともに協力者である地域のボランティアを支援するため組織」とされている。株式会社EM研究機構にある。
- シャボン玉石けん株式会社 有用微生物群（EM）を使用した「環境に優しい」と謳う石鹸を製造販売。
- EMボカシネットワーク

### 科学的な評価
- EM菌 | 疑似科学を科学的に考える Gijika.com - 評価は全て最低評価のE（疑似科学）、同最低点にNMRパイプテクター、水からの伝言、デトックスがある
- EMの歴史 warbler’s diary 片瀬久美子博士（理学）
- EM菌の正体（構成微生物を調べました） - 片瀬久美子
- 「学校に、環境活動に、福島復興に、政治に、入り込んでいるEM（EM菌）」消費者法ニュース2019年4月号掲載 - 左巻健男